# Asalto y violación en la calle 69
 Asalto y violación en la calle 69 es una película de Argentina filmada en colores dirigida por Pablo Bellini sobre su propio guion que se estrenó en 1991 y que tuvo como actores principales a Silvia Peyrou y Reinaldo Alcaraz.

## Sinopsis
Una banda de asaltantes irrumpe en una famosa productora de video.

## Reparto
- Silvia Peyrou
- Reinaldo Alcaraz
- Héctor Araujo
- Walter Longo
- Susana Alonso
- María Silvia Varela